# F.I.G.H.T.
F.I.G.H.T. ist eine Mixtape-Reihe der US-amerikanischen Alternative-Hip-Hop-Band Flipsyde. Sie startete am 20. Dezember 2011 und enthält insgesamt vier Mixtapes, die alle von ihrem ehemaligen Mitglied DJ D-Sharp produziert werden, ursprünglich waren fünf geplant. Sie sind als kostenloser Download erhältlich.
Die Mixtape-Serie soll ihre Evolution im Laufe der letzten Jahre widerspiegeln: „We want our fans to know where we've been and what we've been through. It's been a fight.“ (deutsch: „Wir wollen, dass unsere Fans wissen, wo wir standen und was wir durchgemacht haben: Es war ein Kampf“), meint Rapper Piper. Der Titel setzt sich aus den Anfangsbuchstaben der einzelnen Mixtapes zusammen. Bis zum April sollte ursprünglich pro Monat ein Mixtape erscheinen: Focus, Ignite, dann Gift, Higher – welches gestrichen wurde – und Transform. Jedoch erschien das letzte Mixtape erst im Juni. Zeitlich lassen sich die Songs überwiegend zwischen We the People und State of Survival einordnen, aber auch neuere Songs wurden verwendet und bearbeitet. Die Cover aller Mixtapes stellen ein abgewandeltes Yin und Yang mit den Buchstaben F und S dar – die Buchstaben repräsentieren den Namen Flipsyde – und den jeweiligen Mixtapes wird eine Farbe zugeordnet. Das erste Mixtape ist rot, das zweite orange, das folgende grün, das vierte blau und das letzte grau.

## Focus

### Intro
Das Intro auf Focus ist ein Ausschnitt aus einem Interview, in dem sie DJ D-Sharp vorstellen. Das Interview wurde 2009 während ihrer Tour in Deutschland von dem Radiosender DASDINGTV durchgeführt.

### Pocket Full of Money
Mit dem Song, auf dem auch Akon zu hören ist, bewegten sie sich mehr in Richtung Reggae und R&B.

### Roll On & Ride
Der Titel war der erste Song, den sie 2008 im Zuge von State of Survival mit Akon geschrieben hatten. Der Song wurde bereits 2008 noch zusammen mit Chantelle Paige aufgenommen. Die Version ist neu bearbeitet und Paige ist nicht mehr darauf zu finden.

### March of Death
In March of Death kritisieren sie die Labelpolitik und erklären wie wichtig es ist, seine eigene Musik zu machen, auf die man stolz ist. „March of Death was us saying fuck you to the label“, berichtet Steve Knight. Der Song wurde produziert von DJ Quik.

### Patricia
Für den Song verwendeten sie den Gitarrenteil von Freedom, einem Titel von The Phoenix, der in Brasilien aufgenommen wurde und starke Latineinflüsse aufweist. Patricia erzählt von dem schweren Leben einer Prostituierten in Brasilien.

### Toss It Up
Der Titel befand sich bereits auf ihrem zweiten Studioalbum State of Survival, dort jedoch noch mit Chantelle Paige. Auf Focus befindet sich die ursprüngliche Version mit Akon.

## Ignite
Die Aufnahmen von Ignite fanden bis auf My People laut der Band in dem Studio von Timbaland und zusammen mit Akon während dessen Tour mit Gwen Stefani statt. Es erschien zunächst auf der Internetseite DJ Booth, eine häufige Plattform für kostenlose Mixtapes, und erst später auf ihrer eigenen Homepage.

### Dear Lord
Bei dem Lied hat Nicole Scherzinger einen Gastauftritt, die zum Zeitpunkt der Aufnahmen noch Frontfrau der Pussycat Dolls war. Produziert wurde der Song von Amp Live.

### Welcome to Hollywood
Auf Ignite befindet sich die Originalversion des Titels, der auch schon auf State of Survival zu finden war. Statt der zweiten Strophe von Paige ist hier die ursprünglich dritte Strophe von Piper zu hören und die Bridge, die auf State of Survival nach dem zweiten Refrain kommt wird ebenfalls verschoben.

### Champion
Der Song war 2008 die Promo-Single zu dem Album State of Survival und der Titelsong zu den Olympischen Sommerspielen in Peking. Das Lied wurde zusammen mit Akon geschrieben. Die dritte Strophe, die von Paige gesungen wurde, wird durch eine neue von Piper ersetzt.

### My People
My People ist der erste Titel der EP The Phoenix. Er wurde hier von D-Sharp neu gemischt und ist eine Minute kürzer als die ursprüngliche Version, da der letzte Refrain weggelassen wurde.

### It’s Goin’ Down
Bereits einen Tag vor Erscheinen des gesamten Mixtapes stellten sie den Song It’s Goin’ Down daraus vor, der auf dem gleichnamigen Titel von Yung Joc basiert. Den Song hatten sie mit Kardinal Offishall produziert. It’s Goin’ Down handelt von einem Mann, der sich von seiner Heroinabhängigkeit lösen kann.

## Gift
Mitte Februar stellten sie dann das dritte Mixtape Gift fertig. Das grüne Mixtape enthält fünf Songs – vier davon bis dahin unveröffentlicht – deren Namen sie einen Tag vor dem Erscheinen bekanntgaben. Am 28. Februar veröffentlichten sie das Mixtape schließlich. Steve Knight spielt darauf eine eher kleine Rolle, Piper und auch D-Sharp übernehmen größtenteils die Gesangs- oder Rapteile. Somit basiert Gift auch mehr auf Hip-Hop als auf Rock.
Es ist dem toten Bruder Pipers gewidmet.

### African Song
Piper und D-Sharp rappen hier alleine, Steve Knight singt ausnahmsweise nicht.

### Soldier
Soldier ist ein Song über zwei getötete Soldaten, die Freunde von Pipers Bruder waren.

### Iraq
Der Song befand sich als Letter from Iraq bereits auf The Pen and the Sword. In Iraq wird ein Schriftwechsel von Piper und seinem Bruder Elijah Warren, einem ehemaligen Sergeant der US Army, über den Irakkrieg dargestellt. Warren liest dabei seine eigenen Mails vor und Piper rappt seine Antworten. Begleitet wird das Ganze von traditionellen Gesängen. Warren beging 2008 Selbstmord.

### Act Like
Den Text zu der Single Act Like a Cop Did It schrieb Rapper Piper, der von Beruf selber Polizist ist. Er bezieht sich darauf, sich der Gewalt und Brutalität in der Gesellschaft bewusst zu werden: „Es ist Zeit, die Dinge selber in die Hand zu nehmen und die eigene Gegenwart und Zukunft zu formen“, berichtete Gitarrist Lopez.
Die auf Gift leicht veränderte Single von The Phoenix ist mit harten Gitarrenriffs ungewöhnlich stark von Metal beeinflusst.

### Oh God
Der Song entstand bereits kurz nach ihrem Debütalbum We the People. Damals hatten sie sogar ein Musikvideo dazu gedreht.

## Transform
Das letzte Mixtape erschien mit einigen Monaten Verspätung, da die Band mit der Produktion ihrer neuen EP beschäftigt war. So fassten sie auch Higher und Transform zu letzterem zusammen, dafür aber mit 15 Titeln. Viele Songs entstanden zu We the People und befanden sich schon auf der Bonus Track Version des Albums. Andere Songs wurden während der Zusammenarbeit mit Akon aufgenommen.
| #  | Titel            | Interpret                         | Anmerkungen | Länge |
| -- | ---------------- | --------------------------------- | --- | ----- |
| 1  | Intro            | -                                 | Interview, in dem Flipsyde vorgestellt wird                                                                                           | 0:39  |
| 2  | Pieces           | Flipsyde feat. Akon               | | 3:45  |
| 3  | Higher           | Flipsyde                          | | 1:54  |
| 4  | Never Letting Go | Flipsyde feat. Nicole Scherzinger | Einer von zwei Songs, die mit Nicole Scherzinger produziert wurden                                                                    | 1:19  |
| 5  | Under The Sun    | Flipsyde                          | | 1:13  |
| 6  | American Dream   | Flipsyde                          | | 3:11  |
| 7  | Undone           | Flipsyde feat. Akon               | | 2:57  |
| 8  | Just Cause       | Flipsyde                          | Befand sich als Just Cause You’re Gone auf der Bonus-Version von We the People                                                        | 2.45  |
| 9  | Spun             | Flipsyde                          | Remix des Songs auf We the People | 3:21  |
| 10 | Dublin Bitch!    | Flipsyde                          | Live-Aufnahmen des Songs Train bei einem Konzert in Dublin                                                                            | 0:33  |
| 11 | Keep Movin’      | Flipsyde                          | Befand sich als Keep on Movin’ auf der Bonus-Version von We the People                                                                | 3:04  |
| 12 | Ya Understand Me | Flipsyde                          | Befand sich auf der Bonus-Version von We the People                                                                                   | 3:39  |
| 13 | Flipside         | Flipsyde                          | Bollywood-Remix des Songs Flipsyde | 3:28  |
| 14 | Superstar        | Flipsyde                          | Pitbull und Akon verwendeten den Refrain für ihren Song Shut It Down Einziger Song der Mixtapes, auf dem Chantalle Paige zu hören ist | 1:36  |
| 15 | No More          | Flipsyde                          | Unplugged-Version | 5:36  |